# Zdeněk Sloup
Zdeněk Sloup (23. srpna 1924 – 16. července 2008) byl český fotbalový útočník. Jeho bratr Rudolf Sloup (1921–1993) a bratranec Karel Sloup (1932–2010) byli také prvoligovými fotbalisty.

## Fotbalová kariéra
Začínal v SK Doudlevce. V československé lize hrál za SK Viktoria Plzeň a ATK Praha. Nastoupil ve 166 ligových utkáních a dal 39 gólů. Za reprezentační B-tým nastoupil v 1 utkání.

## Ligová bilance
| Ročník                                     | Zápasy | Góly | Klub              |
| ------------------------------------------ | ------ | ---- | ----------------- |
| Národní liga 1943/44                       | –      | 0    | SK Viktoria Plzeň |
| Státní liga 1945/46                        | –      | 3    | SK Viktoria Plzeň |
| Státní liga 1946/47                        | –      | 0    | SK Viktoria Plzeň |
| Státní liga 1947/48                        | –      | 9    | SK Viktoria Plzeň |
| Státní liga 1948                           | –      | 6    | SK Viktoria Plzeň |
| Státní liga 1948                           | 4      | 0    | ATK Praha         |
| Celostátní československé mistrovství 1949 | –      | 3    | Sokol Škoda Plzeň |
| Celostátní československé mistrovství 1950 | –      | 3    | Sokol Škoda Plzeň |
| Mistrovství československé republiky 1951  | –      | 13   | Sokol Škoda Plzeň |
| Mistrovství československé republiky 1952  | –      | 2    | Sokol ZVIL Plzeň  |
| CELKEM                                     | 166    | 39   |                   |